# Rebirth (album Gackta)
Rebirth – drugi album studyjny japońskiego artysty Gackta, wydany 25 kwietnia 2001. Utwór Pappa lapped a pap lopped został wykorzystany w reklamie "Mitsubishi DVD & Navi V7000". Album osiągnął 3 pozycję w rankingu Oricon i pozostał na listach przebojów przez 21 tygodni. Sprzedano 223 970 egzemplarzy.

## Lista utworów
Wszystkie utwory zostały skomponowane i napisane przez Gackt C.
| Nr  | Tytuł                                                              | Aranżacja           | Czas |
| --- | ------------------------------------------------------------------ | ------------------- | ---- |
| 1.  | "4th..."                                                           | Gackt.C, Chachamaru | 3:22 |
| 2.  | "Secret Garden"                                                    | Gackt.C, Chachamaru | 4:39 |
| 3.  | "Maria"                                                            | Gackt.C, Chachamaru | 4:20 |
| 4.  | "uncontrol"                                                        | Gackt.C, Chachamaru | 4:14 |
| 5.  | "Sekirei ~seki-ray~" (jap. 鶺鴒 〜seki-ray〜) (ЯR ver.)            | Gackt.C, Chachamaru | 4:10 |
| 6.  | "Kalmia"                                                           | Gackt.C, Chachamaru | 4:54 |
| 7.  | "Sayonara"                                                         | Gackt.C, Chachamaru | 5:20 |
| 8.  | "marmalade"                                                        | Gackt.C, Chachamaru | 4:08 |
| 9.  | "Papa lapped a pap lopped"                                         | Gackt.C, Chachamaru | 3:46 |
| 10. | "seven"                                                            | Gackt.C, Chachamaru | 4:06 |
| 11. | "Kimi no tameni dekiru koto" (jap. 君のためにできること) (ЯR ver.) | Gackt.C, Chachamaru | 5:10 |

## Album credits
| - Wokal, fortepian: Gackt - Gitara, skrzypce: You - Gitara: Masa - Efekty, gitara: Nao Kimura - Gitara: Yukihiro “chachamaru” Fujimura - Gitara basowa/wiolonczela: Ren - Perkusja: Toshiyuki Sugino - Programowanie keyboardu: Shusei Tsukamoto - ”M-5” Strings arrangement, programowanie: Yohei Shimada - Perkusja: Ryuichi Nishida - Perkusja: Kota Igarashi - Skrzypce: Gen Ittetsu - Wiolonczela: Masami Horisawa - ”M-9” Sexy voice: Mai&Akira | - Producent: Gackt - Producent wykonawczy: Masami Kudo (Nippon Crown), You Harada (Museum Museum) - Sound Technical Producer: Yukihiro “chachamaru” Fujimura - Inżynier: Motonari Matsumoto, Kentaro Kikuchi - Mastering: Yoichi Aikawa (Rolling Sound Mastering Stuio) - Zarządzanie: Museum Museum - Kierownictwo artystyczne, projekt: Jun Misaki - Fotograf: Kenji Tsukagoshi |